# Henry Somerset, II duca di Beaufort
Henry Somerset, II duca di Beaufort (Monmouth, 2 aprile 1684 – Badminton, 24 maggio 1714), è stato un nobile e politico inglese.

## Biografia

### Infanzia
Era l'unico figlio maschio di Charles Somerset, marchese di Worcester, figlio di Henry Somerset, I duca di Beaufort, e di sua moglie Rebecca Child. 

### Matrimoni
Il 7 luglio 1702 sposò Mary Sackville, figlia di Charles Sackville, VI conte di Dorset, che morì il 18 giugno 1705, non ebbero figli.
Il 26 febbraio 1706 sposò Rachel Noel, figlia di Battista Wriothesley Noel, II conte di Gainsborough, morì 13 settembre 1709 di parto. Ebbero due figli.
Il 14 settembre 1711 sposò Mary Osborne, figlia di Peregrine Osborne, II duca di Leeds, morì il 4 febbraio 1722, non ebbero figli.

### Duca di Beaufort
Il 21 gennaio 1700, succedette a suo nonno come II Duca di Beaufort.
Nel 1713 è stato investito come un Cavaliere della Giarrettiera.

## Discendenza
Lord Henry Somerset e Rachel Noel ebbero:
- Henry Somerset, III duca di Beaufort (1707 - 1745);
- Noel Charles Somerset, IV duca di Beaufort (1709 - 1756).

## Ascendenza
|                                         |               |                                          | Genitori                      |  |  | Nonni |  |  | Bisnonni                                  |  |  | Trisnonni                               |  |
|                                         |               |                                          |                               |  |  |       |  |  | Edward Somerset, II marchese di Worcester |  |  | Henry Somerset, I marchese di Worcester |  |
|                                         |               |                                          |                               |  |  |       |  |  | Edward Somerset, II marchese di Worcester |  |  | Henry Somerset, I marchese di Worcester |  |
|                                         |               | Anne Russell                             |                               |  |  |       |  |  | Edward Somerset, II marchese di Worcester |  |  |                                         |  |
| Henry Somerset, I duca di Beaufort      |               |                                          |                               |  |  |       |  |  | Edward Somerset, II marchese di Worcester |  |  |                                         |  |
|                                         |               | Elizabeth Dormer                         | William Dormer                |  |  |       |  |  |                                           |  |  |                                         |  |
|                                         |               | Elizabeth Dormer                         | William Dormer                |  |  |       |  |  |                                           |  |  |                                         |  |
|                                         |               | Elizabeth Dormer                         | Alice Molyneux                |  |  |       |  |  |                                           |  |  |                                         |  |
| Charles Somerset, marchese di Worcester |               | Elizabeth Dormer                         |                               |  |  |       |  |  |                                           |  |  |                                         |  |
|                                         |               | Arthur Capell, I barone Capell di Hadham | Henry Capell                  |  |  |       |  |  |                                           |  |  |                                         |  |
|                                         |               | Arthur Capell, I barone Capell di Hadham | Henry Capell                  |  |  |       |  |  |                                           |  |  |                                         |  |
|                                         |               | Arthur Capell, I barone Capell di Hadham | Theodosia Montagu             |  |  |       |  |  |                                           |  |  |                                         |  |
| Mary Capell                             |               | Arthur Capell, I barone Capell di Hadham |                               |  |  |       |  |  |                                           |  |  |                                         |  |
|                                         |               | Elizabeth Morrison                       | Charles Morrison, I baronetto |  |  |       |  |  |                                           |  |  |                                         |  |
|                                         |               | Elizabeth Morrison                       | Charles Morrison, I baronetto |  |  |       |  |  |                                           |  |  |                                         |  |
|                                         |               | Elizabeth Morrison                       | Mary Hicks                    |  |  |       |  |  |                                           |  |  |                                         |  |
| Henry Somerset, II duca di Beaufort     |               | Elizabeth Morrison                       |                               |  |  |       |  |  |                                           |  |  |                                         |  |
|                                         | Richard Child | Richard Child                            |                               |  |  |       |  |  |                                           |  |  |                                         |  |
|                                         | Richard Child | Richard Child                            |                               |  |  |       |  |  |                                           |  |  |                                         |  |
|                                         | Richard Child | Ellen Burtoshe                           |                               |  |  |       |  |  |                                           |  |  |                                         |  |
| Josiah Child, I baronetto               | Richard Child |                                          |                               |  |  |       |  |  |                                           |  |  |                                         |  |
|                                         |               | Elizabeth Roycroft                       | …                             |  |  |       |  |  |                                           |  |  |                                         |  |
|                                         |               | Elizabeth Roycroft                       | …                             |  |  |       |  |  |                                           |  |  |                                         |  |
|                                         |               | Elizabeth Roycroft                       | …                             |  |  |       |  |  |                                           |  |  |                                         |  |
| Rebecca Child                           |               | Elizabeth Roycroft                       |                               |  |  |       |  |  |                                           |  |  |                                         |  |
|                                         |               | William Atwood                           | …                             |  |  |       |  |  |                                           |  |  |                                         |  |
|                                         |               | William Atwood                           | …                             |  |  |       |  |  |                                           |  |  |                                         |  |
|                                         |               | William Atwood                           | …                             |  |  |       |  |  |                                           |  |  |                                         |  |
| Mary Atwood                             |               | William Atwood                           |                               |  |  |       |  |  |                                           |  |  |                                         |  |
|                                         |               | Mary Hampton                             | …                             |  |  |       |  |  |                                           |  |  |                                         |  |
|                                         |               | Mary Hampton                             | …                             |  |  |       |  |  |                                           |  |  |                                         |  |
|                                         |               | Mary Hampton                             | …                             |  |  |       |  |  |                                           |  |  |                                         |  |
|                                         |               | Mary Hampton                             |                               |  |  |       |  |  |                                           |  |  |                                         |  |